# Ulrike Klotz
Ulrike Klotz (* 15. November 1970 in Cottbus) ist eine ehemalige deutsche Gerätturnerin. Ihr Heimatverein war der SC Dynamo Berlin.
Ulrike Klotz begann gemeinsam mit Dagmar Kersten in der Schule in Cottbus mit dem Turnen. Mit zehn Jahren wechselten beide ins Turninternat nach Berlin. 1981 und 1983 siegte Ulrike Klotz bei der Spartakiade im Bodenturnen. 1985 gewann sie am Boden ihren einzigen DDR-Meistertitel. Bei den Weltmeisterschaften 1985 in Montréal erturnte sich Ulrike Klotz zwei Bronzemedaillen. In der Mannschaftswertung lag sie mit der Mannschaft der Deutschen Demokratischen Republik (DDR) hinter den Riegen aus der Sowjetunion und aus Rumänien, im Bodenturnen platzierte sie sich hinter den beiden sowjetischen Turnerinnen Oxana Omeljantschik und Jelena Schuschunowa. Bis heute ist Ulrike Klotz die einzige deutsche Turnerin, die bei Weltmeisterschaften im Bodenfinale je eine Medaille gewinnen konnte. Zwei Jahre später bei den Weltmeisterschaften 1987 in Rotterdam erhielt sie erneut Bronze in der Mannschaftswertung. Am Schwebebalken belegte sie den fünften Platz und im Mehrkampf war sie Achte.
Bei den Olympischen Spielen 1988 belegte Ulrike Klotz mit der DDR-Mannschaft den dritten Platz und erreichte den elften Platz in der Einzelwertung des Mehrkampfs. Sie erreichte das Gerätefinale am Schwebebalken und belegte den achten Platz. Im selben Jahr wurde sie mit dem Vaterländischen Verdienstorden in Bronze ausgezeichnet.